# Tordesilos
Tordesilos ist ein ostspanischer Ort und eine Gemeinde (municipio) mit 90 Einwohnern (Stand: 2024) im Nordosten der Provinz Guadalajara in der Autonomen Gemeinschaft Kastilien-La Mancha in Zentralspanien. 

## Lage
Tordesilos liegt im Iberischen Gebirge im Osten der Provinz Guadalajara in einer Höhe von 1340 m. Die Entfernung zur westlich gelegenen Provinzhauptstadt Guadalajara beträgt ca. 110 Kilometer (Fahrtstrecke).
Das Klima ist gemäßigt warm. Das ganze Jahr über fällt Niederschlag (insgesamt 492 mm/Jahr), die Jahresdurchschnittstemperatur liegt bei 10,0 °C.

## Bevölkerungsentwicklung
| Jahr      | 1970 | 1981 | 1991 | 2001 | 2011 | 2021 |
| Einwohner | 367  | 180  | 176  | 133  | 121  | 94   |

## Sehenswürdigkeiten

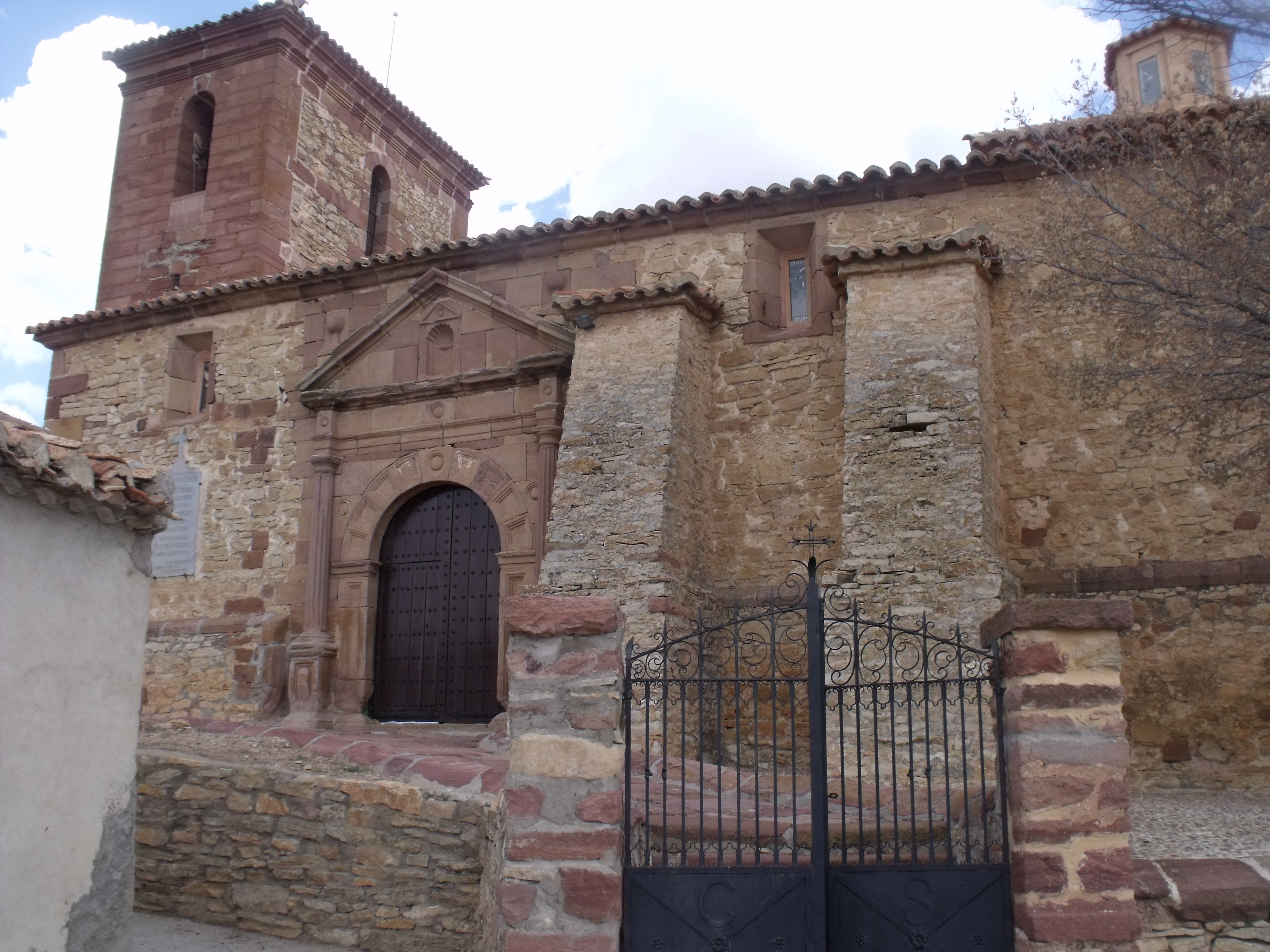
Kirche Mariä Himmelfahrt

- Kirche Mariä Himmelfahrt

## Persönlichkeiten
- Alfredo Sánchez Bella (1916–1999), spanischer Botschafter, spanischer Informations- und Tourismusminister (1969–1973)
- Ismael Sánchez Bella (1922–2018), spanischer Rechtshistoriker